# BMW Sauber F1.07
A BMW Sauber F1.07 a BMW Sauber konstruktőr 2007-ben versenyeztetett autója a Formula–1-ben. Versenyzői Nick Heidfeld és Robert Kubica voltak, valamint tesztpilóta szerepet töltött be Timo Glock,  Ho-Pin Tung és Sebastian Vettel, aki az amerikai nagydíjon versenyzőként is részt vett.

## Szezon
A szezon során, bár a csapat nem tudott igazán beleszólni McLaren és Ferrari küzdelmeibe és inkább a Renaulttal majd versenyzett az ötödik-hatodik helyekért, miközben elért néhány dobogós helyezést. A kanadai nagydíjon Fernando Alonso és Räikkönen hibája, valamint Felipe Massa kizárása révén Nick Heidfeldnek sikerült másodikként zárni. Robert Kubica egy poros íven történő előzés során autójával kicsúszott, és látványos balesetet szenvedett, de szerencsére csak kisebb sérüléseket szenvedett. A lengyel versenyzőt azonban nem engedték rajthoz állni Indianapolisban, így a csapat fiatal tesztpilótája, Sebastian Vettel ülhetett be a BMW-be. Heidfeld a nagydíjat kormányhiba miatt nem tudta befejezni a 8. helyen, így az addig mögötte haladó Vettel szerzett egy pontot, és lett a Formula–1 történetének legfiatalabb pontszerzője. Vettel a magyar nagydíjon átszerződött a Toro Rosso csapathoz.

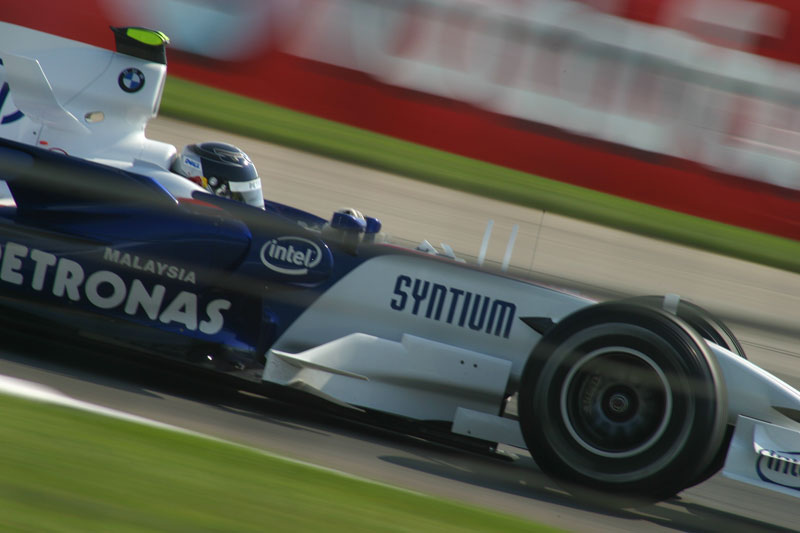
A Kubicát helyettesítő Vettel az amerikai nagydíjon

A magyar nagydíjon Heidfeld a második helyről indulhatott, azonban a rajtot elrontotta, így hamarosan visszaesett. A szezon utolsó részében egyre komolyabb csatákat kellett vívniuk a Renault versenyzőivel. A McLaren kizárásával a BMW Sauber csapata a második helyen végezhetett a konstruktőrök versenyében.

## Eredmények
| Év   | Csapat             | Motor        | Gumi | Versenyzők | 1   | 2   | 3   | 4   | 5   | 6   | 7   | 8   | 9   | 10  | 11  | 12  | 13  | 14  | 15  | 16  | 17  | Pont | Helyezés |
| ---- | ------------------ | ------------ | ---- | ---------- | --- | --- | --- | --- | --- | --- | --- | --- | --- | --- | --- | --- | --- | --- | --- | --- | --- | ---- | -------- |
| 2007 | BMW Sauber F1 Team | BMW P86/8 V8 | B    |            | AUS | MAL | BHR | ESP | MON | CAN | USA | FRA | GBR | EUR | HUN | TUR | ITA | BEL | JPN | CHN | BRA | 101  | 2.       |
| 2007 | BMW Sauber F1 Team | BMW P86/8 V8 | B    | Heidfeld   | 4   | 4   | 4   | Ki  | 6   | 2   | Ki  | 5   | 6   | 6   | 3   | 4   | 4   | 5   | 14  | 7   | 6   | 101  | 2.       |
| 2007 | BMW Sauber F1 Team | BMW P86/8 V8 | B    | Kubica     | Ki  | 18  | 6   | 4   | 5   | Ki  |     | 4   | 4   | 7   | 5   | 8   | 5   | 9   | 7   | Ki  | 5   | 101  | 2.       |
| 2007 | BMW Sauber F1 Team | BMW P86/8 V8 | B    | Vettel     | Tp  | Tp  |     |     |     |     | 8   |     |     |     |     |     |     |     |     |     |     | 101  | 2.       |

## Külső hivatkozások
- F1.07 technikai ismertetője - F1Technical.com